# کوچاندن ارامنه به ایران
در اوایل سده ۱۷ میلادی، شاه عباس اول گروه‌هایی از ارمنیان را از جلفا و ایروان، به اصفهان و مناطقی از حومه آن کوچاند. حضور ارامنه در اصفهان و حومه آن به مثابه گروه‌های مهاجری تلقی شد که حق انتخاب محل نداشته و به این مناطق کوچانده شدند. بر این اساس، بخشی از ده‌نشینان و زارعان آنها در بعضی نواحی روستایی منطقهٔ لنجان اسکان داده شدند. در سال ۱۶۰۵ میلادی نبردهای شاه عباس با سپاهیان عثمانی در خاک ارمنستان ادامه یافت. بیشتر نبردها در استان واسپوراکان ارمنستان در حوالی شهر وان اتفاق افتاد. همزمان با این نبردها شمار زیادی از ساکنان ارمنی این نواحی یا به اسارت سپاهیان صفوی درآمدند که به ایران برده شدند یا برای گریز از شرایط ناگوار و ناامنی موجود اقدام به مهاجرت به ایران کردند. منابع ارمنی ارقام مختلفی در ارتباط با تعداد کل ارمنیانی که به ایران کوچانده شده یا مهاجرت کرده‌اند ارائه می‌دهند. لیکن، بسیاری از آنها بررقم چهارصد تا پانصد هزار نفر اتفاق نظر دارند. یقین بر این است که از این تعداد به‌طور تقریبی ۲۵۰ هزار نفر به اصفهان و حومه آن رسیدند.